# Il signore delle anime (Gregory Keyes)
Il signore delle anime è un romanzo scritto da Gregory Keyes e seguito del precedente libro La città infernale.